# Montipora meandrina
Espèce
Statut de conservation UICN

 VU A4c : Vulnérable
Montipora meandrina est une espèce de coraux appartenant à la famille des Acroporidae.